# Рустак
Рустак — сельское поселение в странах, находившихся под персидским или арабским влиянием в Средневековье. Слово образовалось как арабизированная форма от среднеперсидского термина перс. روستاق‎, «ростаг» («сельский район», «окрестности», «предместье»).
В средневековых трактатах по географии на арабском и персидском географической термин используется как в своём основном значении («деревня в отличие от города»), так и в качестве специфического термина, обозначавшего административную единицу, эквивалент сельского округа.